# Campeonato Português de Hóquei em Patins de 1975–76
O Campeonato Português de Hóquei de Patins de 1975-76 foi a 36.ª edição do principal escalão da modalidade em Portugal.
O Sporting CP retinha o título de campeão nacional de hóquei em patins, o terceiro da história e o segundo de forma consecutiva.

## Equipas Participantes
| Zona Norte           | Zona Norte          |                        | Zona Sul      | Zona Sul |
| Equipa               | Localidade          | Equipa                 | Localidade    |          |
| -------------------- | ------------------- | ---------------------- | ------------- | -------- |
| Infante de Sagres    | Porto               | Juventude Salesiana    | Estoril       |          |
| FC Porto             | Porto               | Sporting CP            | Lisboa        |          |
| AD Valongo           | Valongo             | AD Oeiras              | Oeiras        |          |
| Académica de Espinho | Espinho             | GDS Cascais            | Cascais       |          |
| CH Carvalhos         | Pedroso             | Parede FC              | Parede        |          |
| AD Sanjoanense       | São João da Madeira | CD Paço de Arcos       | Paço de Arcos |          |
| GDC Fânzeres         | Fânzeres            | SL Benfica             | Lisboa        |          |
| Académico do Porto   | Porto               | CUF Barreiro           | Barreiro      |          |
| UD Oliveirense       | Oliveira de Azeméis | GD Pinto e Sotto Mayor | Lisboa        |          |
| Estrela e Vigorosa   | Porto               | Académica da Amadora   | Amadora       |          |

## Classificação

### 1.ª Fase

#### Zona Norte
| Pos | Equipa               | J  | V  | E | D  | GM  | GS  | Diff | Pts | Qualificação/Despromoção |
| --- | -------------------- | -- | -- | - | -- | --- | --- | ---- | --- | ------------------------ |
| 1   | AD Valongo           | 18 | 15 | 2 | 1  | 110 | 40  | +70  | 50  | Apuramento do Campeão    |
| 2   | Infante de Sagres    | 18 | 13 | 3 | 2  | 96  | 52  | +44  | 47  | Apuramento do Campeão    |
| 3   | FC Porto             | 18 | 12 | 4 | 2  | 105 | 41  | +64  | 46  | Apuramento do Campeão    |
| 4   | UD Oliveirense       | 18 | 8  | 4 | 6  | 79  | 87  | -8   | 38  | Apuramento do Campeão    |
| 5   | Académica de Espinho | 18 | 6  | 5 | 7  | 75  | 66  | +9   | 35  |                          |
| 6   | Académico do Porto   | 18 | 6  | 4 | 8  | 73  | 89  | -16  | 34  |                          |
| 7   | CH Carvalhos         | 18 | 7  | 2 | 9  | 81  | 76  | +5   | 34  |                          |
| 8   | AD Sanjoanense       | 18 | 7  | 1 | 10 | 75  | 64  | +11  | 33  |                          |
| 9   | Estrela e Vigorosa   | 18 | 1  | 2 | 15 | 53  | 146 | -93  | 22  | II Divisão               |
| 10  | GDC Fânzeres         | 18 | 0  | 3 | 15 | 31  | 126 | -95  | 21  | II Divisão               |

#### Zona Sul
| Pos | Equipa                 | J  | V  | E | D  | GM  | GS  | Diff | Pts | Qualificação/Despromoção |
| --- | ---------------------- | -- | -- | - | -- | --- | --- | ---- | --- | ------------------------ |
| 1   | Sporting CP            | 18 | 16 | 0 | 2  | 128 | 56  | +72  | 50  | Apuramento do Campeão    |
| 2   | AD Oeiras              | 18 | 14 | 2 | 2  | 89  | 52  | +37  | 48  | Apuramento do Campeão    |
| 3   | Juventude Salesiana    | 18 | 10 | 1 | 7  | 70  | 60  | +10  | 39  | Apuramento do Campeão    |
| 4   | SL Benfica             | 18 | 9  | 2 | 7  | 105 | 77  | +28  | 38  | Apuramento do Campeão    |
| 5   | Académica da Amadora   | 18 | 9  | 1 | 8  | 91  | 73  | +18  | 37  |                          |
| 6   | GD Pinto e Sotto Mayor | 18 | 7  | 2 | 9  | 90  | 104 | -14  | 34  |                          |
| 7   | CUF Barreiro           | 18 | 7  | 2 | 9  | 63  | 65  | -2   | 34  |                          |
| 8   | CD Paço de Arcos       | 18 | 6  | 1 | 11 | 61  | 82  | -21  | 31  |                          |
| 9   | Parede FC              | 18 | 3  | 2 | 13 | 70  | 111 | -41  | 26  | II Divisão               |
| 10  | GDS Cascais            | 18 | 1  | 1 | 16 | 54  | 109 | -55  | 21  | II Divisão               |

### 2.ª Fase

#### Apuramento do Campeão
| Pos | Equipa              | J  | V  | E | D  | GM | GS  | Diff | Pts | Qualificação/Despromoção     |
| --- | ------------------- | -- | -- | - | -- | -- | --- | ---- | --- | ---------------------------- |
| 1   | Sporting CP         | 14 | 13 | 1 | 0  | 93 | 40  | +53  | 41  | Taça dos Campeões Europeus   |
| 2   | FC Porto            | 14 | 9  | 1 | 4  | 62 | 50  | +12  | 33  |                              |
| 3   | Juventude Salesiana | 14 | 7  | 3 | 4  | 52 | 50  | +2   | 31  |                              |
| 4   | AD Oeiras           | 14 | 6  | 2 | 6  | 69 | 49  | +20  | 28  | Taça dos Vencedores de Taças |
| 5   | AD Valongo          | 14 | 5  | 3 | 6  | 67 | 60  | +7   | 27  |                              |
| 6   | Infante de Sagres   | 14 | 5  | 2 | 7  | 49 | 53  | -4   | 26  |                              |
| 7   | SL Benfica          | 14 | 4  | 2 | 8  | 62 | 78  | -16  | 24  |                              |
| 8   | UD Oliveirense      | 14 | 0  | 0 | 14 | 38 | 112 | -74  | 14  |                              |

Fonte:
| Campeão Nacional 1975/1976 |
| -------------------------- |
|                            |
| Sporting CP 3.° Título     |